# شعبان عباس
شعبان عباس (28 ديسمبر 1971 -)، ممثل كويتي. دخل المجال الفني عام 1984، وقدم العديد من الأعمال الكوميدية على خشبة المسرح.

## أعماله

### من المسلسلات والبرامج
| سنة الإنتاج | المسلسل                               | بمشاركة                                                                         |
| ----------- | ------------------------------------- | ------------------------------------------------------------------------------- |
| 1993        | طش ورش                                | حياة الفهد، علي المفيدي، مريم الصالح، أحمد الصالح، أحمد جوهر                    |
| 1993        | سليمان الطيب                          | محمد المنصور، حياة الفهد، سعاد عبد الله، مريم الغضبان، خالد العبيد، طارق العلي  |
| 1995        | شحيت ومحيت                            | داوود حسين، علي جمعة، عبد الناصر درويش، علي سلطان، منى شداد                     |
| 1996        | دلق سهيل                              | عبد الرحمن العقل، أحمد الصالح، أحمد جوهر، علي المفيدي، علي البريكي              |
| 1999        | مسرحيات 2000 - مسرحية تلفزيونية       | طارق العلي، انتصار الشراح، زهرة عرفات، منى عبد المجيد، إسماعيل سرور             |
| 1999        | غنائيات - برنامج كوميدي               | داوود حسين، حسن البلام                                                          |
| 2000        | داوديات - برنامج كوميدي               | داوود حسين، حسن البلام                                                          |
| 2003        | قرقيعان 1 - برنامج كوميدي             | داوود حسين، حسن البلام                                                          |
| 2006        | شبابيك - برنامج كوميدي                | عبد الناصر درويش، حسن البلام                                                    |
| 2007        | Take 2 - برنامج كوميدي                | أحمد العونان، خالد العجيرب، هيا الشعيبي                                         |
| 2008        | عيني عينك - برنامج منوعات             |                                                                                 |
| 2009        | العقيد شمة                            | هدى الخطيب، سعاد علي، انتصار الشراح، محمد جابر، خالد العجيرب، أحمد العونان      |
| 2011        | الجليب                                | حياة الفهد، علي السبع، صلاح الملا، باسمة حمادة، خالد البريكي، هند البلوشي       |
| 2011        | بي بي - أخبار البطاطا - برنامج كوميدي |                                                                                 |
| 2014        | قهوة الغطاية                          | شهاب حاجيه، سمير القلاف                                                         |
| 2018        | مع حصة قلم                            | حياة الفهد، زهرة الخرجي، مشاري البلام، يعقوب عبد الله، حسين المهدي، نور الغندور |

### من المسرحيات
| سنة الإنتاج | اسم المسرحية      | بمشاركة                                                                |
| ----------- | ----------------- | ---------------------------------------------------------------------- |
| 1984        | المدرسة العجيبة   | عبد العزيز النمش، عبد الله غلوم                                        |
| 1989        | بو سند في باريس   | داوود حسين، عبد العزيز المسلم، علي جمعة، علي سلطان                     |
| 1992        | كشمش              | زهرة الخرجي، عبد الناصر الزاير، أحمد جوهر، طارق العلي                  |
| 1993        | مخروش طاح بكروش   | أحمد جوهر، كاظم القلاف، طارق العلي، سمير القلاف                        |
| 1993        | طاح مخروش         | أحمد جوهر، طارق العلي، ولد الديرة                                      |
| 1994        | كامل الدسم        | طارق العلي، أحمد جوهر، علي سلطان                                       |
| 1995        | صافي طار          | داوود حسين، منى شداد، مشاعل شداد                                       |
| 1996        | استجواب           | أحمد جوهر، داوود حسين، سماح، من مصر المنتصر بالله                      |
| 1998        | رحلة ABCD         | عبد الرحمن العقل، سماح، جاسم عباس                                      |
| 1998        | صح لسانك          | طارق العلي، منى عبد المجيد، زهرة الخرجي، محمد راشد العقروقة            |
| 1999        | إلي يدري يدري     | طارق العلي، منى عبد المجيد، منى شداد، محمد راشد العقروقة، فضيلة المبشر |
| 2001        | عالباب يا شباب    | داوود حسين، حسن البلام، منى عبد المجيد، إلهام الفضالة                  |
| 2002        | ما يصح إلا الصحيح | طارق العلي، عبد الناصر درويش، حسن البلام، منى عبد المجيد               |
| 2003        | سوبر صطار         | طارق العلي، عبد الناصر درويش، خالد البريكي، خالد العجيرب               |
| 2007        | الريموت           | إسماعيل سرور، عبد الله السناني                                         |
| 2008        | الملك المزيف      | زهرة الخرجي، إسماعيل سرور                                              |
| 2011        | جزيرة الكنز       | نواف الفجي، غادة السني                                                 |
| 2012        | هاي فايف          | عبد الرحمن العقل، خالد العجيرب، نسرين أحمد                             |

## روابط خارجية
- شعبان عباس على موقع قاعدة بيانات الأفلام العربية